# Life & Muerte
Life & Muerte es el sexto álbum de estudio del cantante y compositor mexicano Leonel García, y el segundo bajo su nombre artístico León Polar. Fue lanzado el 27 de mayo de 2014.
El álbum se caracteriza por su contenido musical entre la balada, el jazz y el pop. Asimismo, el álbum marca el regreso de León Polar desde L.P. y contiene una variedad de interpretaciones entre los idiomas español e inglés. Se desprenden del mismo, algunos sencillos como: «Life & Death» y «So What».

## Lista de canciones
| N.º | Título                                              | Duración |  |
| 1.  | «Hasta el fondo»                                    | 3:49     |  |
| 2.  | «Looking Up»                                        | 4:04     |  |
| 3.  | «So What» (con Natalia Lafourcade)                  | 2:18     |  |
| 4.  | «Life & Death»                                      | 2:47     |  |
| 5.  | «El sol en la ciudad» (con Juan Manuel Torreblanca) | 4:21     |  |
| 6.  | «It is Time»                                        | 3:11     |  |
| 7.  | «Muerto vivo» (con Charlie G)                       | 4:01     |  |
| 8.  | «It's Fucked» (con Andrea Balency)                  | 4:50     |  |
| 9.  | «Crema dulce»                                       | 2:59     |  |
| 10. | «It's Dead»                                         | 2:46     |  |
| 11. | «Almohada»                                          | 4:18     |  |